# Pfam
Pfam è un database di famiglie di proteine che include le loro annotazioni e gli allineamenti di sequenze multiple generati usando i modelli di Markov nascosti.

## Caratteristiche
Per ogni famiglia di proteine presente su Pfam si possono ottenere:
- La vista di molteplici allineamenti
- La vista delle architetture del domain proteico
- Esaminare la distribuzione delle specie
- Seguire i collegamenti ad altri database
- Osservare le strutture proteiche note

All'incirca il 74% delle sequenze proteiche hanno almeno un collegamento a Pfam. Questo numero viene chiamato la copertura delle sequenze.

### Pfam-A
Il database Pfam-A contiene informazione circa i domain proteici e le famiglie di proteine Pfam-A è a parte del database curata da operatori umani che contiene più di 10.000 voci. In ogni articolo sono archiviati un allineamento della sequenza aminoacidica e il corrispettivo Modello di Markov nascosto. Questi modelli di Markov nascosti possono essere usati per cercare databse di sequenze grazie al pacchetto di programmi HMMER scritto da Sean Eddy. Dal momento che le voci di Pfam-A attualmente non coprono tutte le proteine note, è stato generato automaticamente un supplemento denominato Pfam-B.

### Pfam-B
La sezione Pfam-B contiene un gran numero di piccole famiglie proteiche derivate da clusters prodotti da un algoritmo denominato ADDA. Anche se di minore qualità, la sezione di famiglie contenute in Pfam-B può essere utile quando non si trova una famiglia proteica in Pfam-A.

### iPfam
Il database iPfam viene costruito in base alla descrizione del domain di Pfam. Questo database investiga se le differenti proteine descritte assieme (in base alla struttura proteica derivata dal database Protein Data Bank) sono davvero lo sufficientemente vicine per interagire potenzialmente.
Nell'ottobre del 2009, la release "Pfam 24.0" conteneva 11.912 famiglie proteiche.